# 广绣
广州刺绣，简称广绣，是以中国广州，佛山为中心的珠三角地区的传统手工艺。广绣属于粤绣的流派，与潮绣合称粤绣。广绣历史逾千年，有文字记载始于唐代《杜阳杂编》。包括真丝绣、线绣、珠绣和钉金绣四大类绣种。

## 外部參考
- 广州将建“三雕一彩一绣”基地 广绣大师拟开店收徒 （页面存档备份，存于）
- 千年广绣剩一位工艺大师 几近"人亡艺绝"